# EGITRON

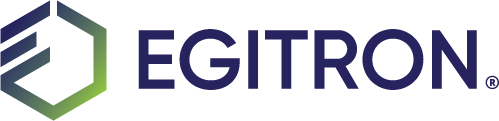
LOGÓTIPO EGITRON

EGITRON (Empower all companies to produce better products every day) é uma PME portuguesa fundada em 1991, por Armindo Oliveira, atual CEO. 
A empresa dedica-se ao controlo da qualidade de produtos e processos industriais, oferecendo soluções, envolvendo hardware e software.

## Serviços
A empresa oferece suporte a diversos setores industriais em todas as etapas da produção, disponibilizando soluções adaptadas à realidade de cada empresa. Nomeadamente:
- software para a informatização de laboratórios de controlo da qualidade, com a automatização da recolha de valores, elaboração de relatórios de controlo da qualidade e tratamento estatístico dos dados;
- software para controlo estatístico do processo, baseado em cartas de controlo;
- equipamentos para controlo da qualidade e inspeção de produtos.[3]

## Prémio
Marcada pela inovação, a empresa foi reconhecida com o "Prémio Nacional de Inovação" na categoria "Inovação PME".